# Ashley Lawrence
Ashley Lawrence (Toronto, 11 juni 1995) is een Canadees international die sinds 2017 voetbalt bij Paris Saint-Germain Féminines en het Canadees vrouwenelftal. Eind 2018 liep haar contract af bij PSG, maar dat werd voor meerdere jaren verlengd.

## Statistieken
| Seizoen | Club   | Land      | Competitie | Wedstrijden | Doelpunten |
| ------- | ------ | --------- | ---------- | ----------- | ---------- |
| 2016/17 | PSG    | Frankrijk | FD1        | 11          | 1          |
| 2017/18 | PSG    | Frankrijk | FD1        | 21          | 0          |
| 2018/19 | PSG    | Frankrijk | FD1        | 14          | 2          |
| 2019/20 | PSG    | Frankrijk | FD1        | 9           | 3          |
| Totaal  | Totaal | Totaal    | Totaal     | 55          | 6          |

Laatste update: maart 2020

## Interlands
In 2010 speelde Lawrance haar eerste wedstrijd voor Canada O17.
Op 12 January 2013 speelde Lawrence haar eerste wedstrijd voor het Canadees vrouwenelftal.
In 2016 behaalde Lawrance met het Canadees vrouwenvoetbalteam de bronzen medaille op de Olympische zomerspelen van Rio de Janeiro.

In 2019 werd Lawrence verkozen tot Canadian Player of the Year.

## Privé
Lawrence heeft een Jamaicaanse vader en een Canadese moeder, en groeide op in Brampton, Ontario, Canada.
Toen Lawrence in 2017 naar Frankrijk kwam om bij PSG te gaan spelen, vroeg ze aan haar teamgenoten alleen Frans met haar te spreken, zodat ze snel de taal zou leren.